# Histoire du découpage cantonal de la Vendée
L’histoire du découpage cantonal de la Vendée, embrayée le 26 février 1790 avec le décret royal instituant le département de la Vendée ainsi que ses cantons, se constitue de différentes réformes territoriales qui ont conduit à une redéfinition progressive des limites territoriales des cantons de 1790 jusqu’à nos jours.
Depuis la réforme territoriale de 2014, les cantons vendéens ne sont plus distribués en fonction des arrondissements du département. Ils seront au nombre de 17 à partir de mars 2015.

## Histoire

### Création des limites administratives vendéennes
Alors qu’elle avait chargé un nouveau comité de constitution de préparer un projet de division territoriale du royaume de France lors de la séance du 13 septembre 1789, l’Assemblée nationale constituante adhère à l’idée d’un découpage en départements, districts et cantons par les lois des 14 et 22 décembre 1789. La France est ainsi divisée en 83 départements par décret du 15 janvier 1790 et la liste des départements et des districts est précisée par décret du 16 février 1790 (dits « décrets de l’Assemblée nationale concernant la division du royaume en 83 départements »). Le « département occidental du Poitou » (futur département de la Vendée) comprend alors 6 districts et 58 cantons selon le décret particulier du 26 janvier 1790.

### Du Consulat à 1973
Peu de temps après leur création, les cantons sont supprimés, en tant que découpage administratif, par une loi du 26 juin 1793 ; ils ne conservent qu’un rôle électoral. Mais, après la chute de Robespierre le 9 thermidor an II (27 juillet 1794), les mesures de circonstance de la Convention sont annulées par la constitution du 5 fructidor de l’an III (22 août 1795), dite « de la République bourgeoise ». La constitution supprime les districts, rouages administratifs liés à la Terreur, et renforce le rôle des cantons, qu’elle vient de recréer. La loi du 28 pluviôse an VIII (17 février 1800) crée des arrondissements dans 98 départements, dont 371 dans les 89 départements correspondant au territoire de la constitution de 1793. À la même date, le nombre des cantons (correspondant au même territoire) est ramené à 2 916. Dans la Vendée, le nombre de cantons est ainsi ramené de 58 à 29 par arrêté du 9 brumaire an X (31 octobre 1801).
Le canton de Saint-Jean-de-Monts est créé par arrêté du 4 germinal an XIII (25 mars 1805). Il regroupe les communes des cantons de Challans, Beauvoir et Saint-Gilles-de-Vie.
Le 14 juin 1810, la préfecture est transférée de Fontenay à Napoléon (commune ainsi dénommée sous le Premier Empire, les Cent-Jours et la Seconde République, puis Napoléon-Vendée sous le Second Empire et enfin La Roche-sur-Yon). Parallèlement la sous-préfecture de Montaigu est supprimée. Ses cantons constituent l’arrondissement de La Roche-sur-Yon.
L’article 2 de la loi relative à diverses modifications dans la circonscription du territoire du 21 juillet 1824 introduit plusieurs changements (le numéro correspond à l’alinéa de l’article) :
1. le canton de Mareuil est retiré de l’arrondissement de Fontenay-le-Comte et attribué à celui de Bourbon-Vendée ;
2. le canton de Chantonnay est également retiré de l’arrondissement de Fontenay-le-Comte et attribué à celui de Bourbon-Vendée sauf les communes de Tallud, Chavagnes, Les Redours, Monsireigne et Sainte-Gemme-des-Bruyères, qui intègrent le canton de Pouzauges ;
3. Puymaufrais, Saint-Vincent-Fort-du-Lay et Bournezeau quittent le canton de Sainte-Hermine pour rejoindre celui de Chantonnay ;
4. plusieurs communes quittent le canton de Pouzauges et l’arrondissement de Fontenay-le-Comte : Saint-Paul-en-Pareds, Saint-Mars-la-Réorthe et Les Épesses intègrent le canton des Herbiers ; Mallièvre et Treize-Vents le canton de Mortagne (arrondissement de Bourbon-Vendée) ;
5. Aubigny, Nesmy, Chaillé, Saint-Florent, Le Tablier et Château-Guibert quittent l’arrondissement des Sables-d’Olonne et intègrent le canton de Bourbon-Vendée, sauf la dernière, qui entre dans le canton de Mareuil.

### Années 1970
Avec le décret du 2 août 1973, le canton de La Roche-sur-Yon est divisé en deux avec la création de deux nouveaux cantons : La Roche-sur-Yon-Nord et La Roche-sur-Yon-Sud.
Par un décret en Conseil d’État du 10 octobre 1975, le territoire du canton du Poiré-sur-Vie est agrandi par l’accueil de La Chapelle-Palluau, commune associée d’Aizenay, qui appartenait avant cette date au canton de Palluau (arrondissement des Sables-d’Olonne). Toutefois, par arrêté préfectoral du 31 mai 1979 avec effet immédiat, La Chapelle-Palluau est restaurée comme commune et réintègre le canton de Palluau.

### Redécoupage de 2014
Dans la poursuite de la réforme territoriale engagée en 2010, l’Assemblée nationale adopte définitivement le 17 avril 2013 la réforme du mode de scrutin pour les élections départementales destinée à garantir la parité entre les hommes et femmes. Les lois (loi organique 2013-402 et loi 2013-403) sont promulguées le 17 mai 2013. Les conseillers départementaux seront élus au scrutin majoritaire binominal mixte au prochain renouvellement général des assemblées départementales suivant la publication du décret, soit en mars 2015. Les électeurs de chaque canton éliront au conseil départemental, nouvelle appellation des conseils généraux, deux membres de sexe différent, qui se présenteront en binôme de candidats. Les conseillers départementaux seront élus pour 6 ans au scrutin binominal majoritaire à deux tours, l’accès au second tour nécessitant 10 % des inscrits au 1er tour. En outre, la totalité des conseillers départementaux sera renouvelée.
Ce nouveau mode de scrutin nécessite un redécoupage des cantons dont le nombre sera divisé par deux avec arrondi à l’unité impaire supérieure ; le nombre total de cantons d’un département devant être obligatoirement être impair. Dans la Vendée, le nombre de cantons doit ainsi passer de 31 à 17.

## Historique global des découpages cantonaux depuis 1790
| Texte                                       | Entrée en vigueur                           | Nombre de cantons | Nombre d’habitants       | Population cantonale moyenne | Carte |
| ------------------------------------------- | ------------------------------------------- | ----------------- | ------------------------ | ---------------------------- | ----- |
| Décret du 26 février 1790                   | Décret du 26 février 1790                   | 58                | —                        | —                            |       |
| Arrêté du 9 brumaire an X (31 octobre 1801) | Arrêté du 9 brumaire an X (31 octobre 1801) | 29                | 243 426 habitants (1801) | 10 584 habitants             |       |
| Arrêté du 4 germinal an XIII (25 mars 1805) | Arrêté du 4 germinal an XIII (25 mars 1805) | 30                | 243 426 habitants (1801) | 8 114 habitants              |       |
| Loi du 21 juillet 1824                      | Loi du 21 juillet 1824                      | 30                | 316 587 habitants (1821) | 10 553 habitants             |       |
| Loi du 18 juin 1861                         | Loi du 18 juin 1861                         | 30                | 395 695 habitants (1861) | 13 190 habitants             |       |
| Décret du 2 août 1973                       | Décret du 2 août 1973                       | 31                | 421 250 habitants (1968) | 13 589 habitants             |       |
| Décret du 10 octobre 1975                   | Décret du 10 octobre 1975                   | 31                | 450 641 habitants (1975) | 14 537 habitants             |       |
| Arrêté préfectoral du 31 mai 1979           |                                             | 31                | 450 641 habitants (1975) | 14 537 habitants             |       |
| Décret du 14 février 2014                   | 2 avril 2015                                | 17                | 655 506 habitants (2013) | 38 559 habitants             |       |